# Jacques Le Paulmier de Grentemesnil
Pour les articles homonymes, voir Le Paulmier.
Jacques Le Paulmier de Grentemesnil, en latin Jacobus Palmerius, né au mois de décembre 1587 dans le pays d'Auge, où sa mère était allée visiter ses parents, et mort le 1er octobre 1670, est un philologue français.

## Biographie

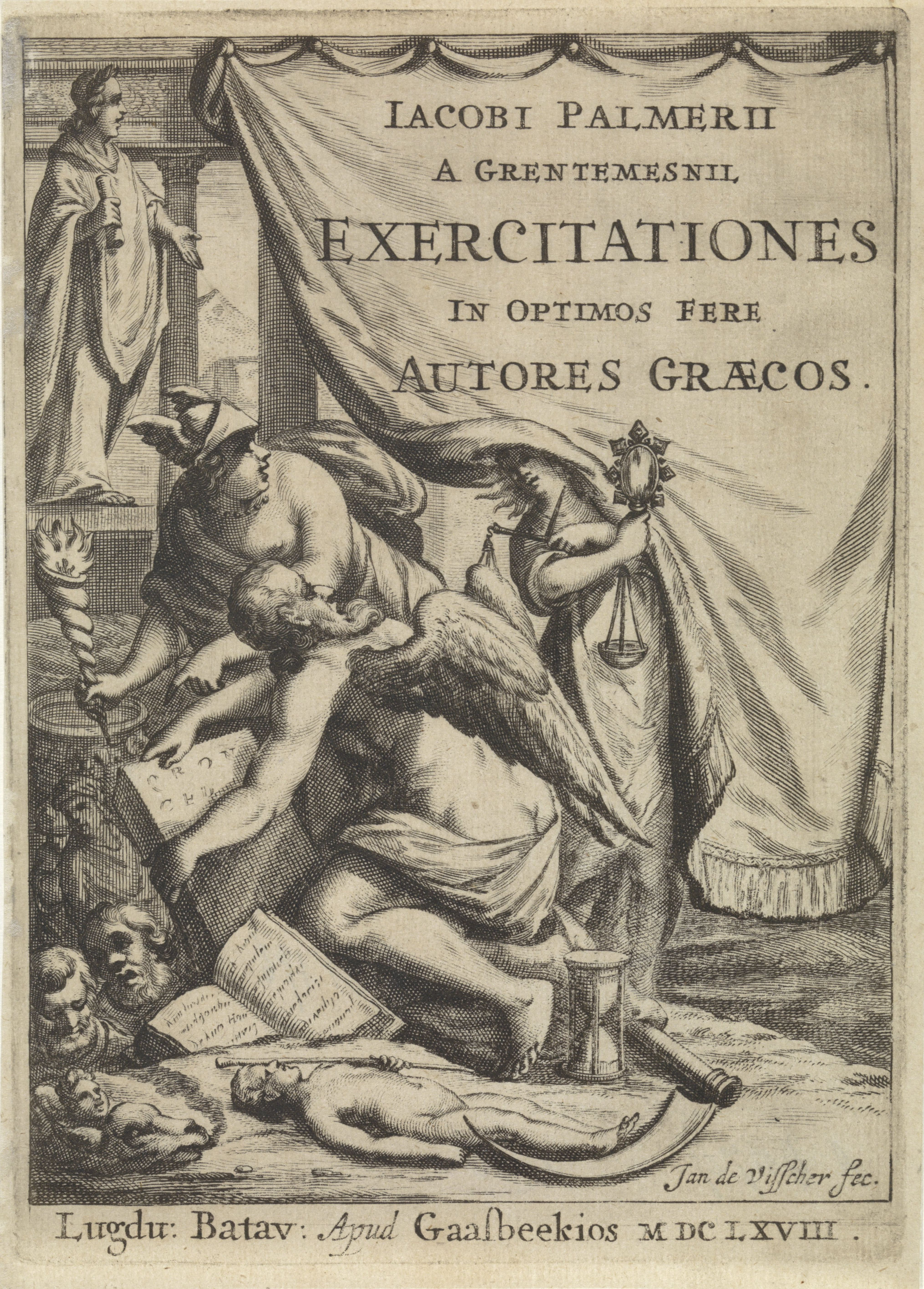
Jacques Le Paulmier de Grentemesnil, Exercitationes in optimos fere auctores Græcos, Gaasbeeck, 1668.

Fils du médecin Julien Le Paulmier et resté orphelin à l’âge de douze ans, son frère aîné l’envoya continuer ses études à Paris, où il suivit les leçons de Pierre Dumoulin et du fameux Casaubon, qui expliquait alors Hérodote. Après avoir achevé ses humanités, il fit son cours de philosophie à l’académie de Sedan et vint à Orléans étudier le droit. Son frère, l’ayant jugé capable de prendre l’administration de ses biens, le fit émanciper et Paulmier revint à Paris achever son éducation.
Il visita ensuite les principales villes de France, pour connaître ce qu’elles renfermaient de plus curieux et revint dans une campagne près de Caen, où il se livra à la lecture des classiques grecs et latins, dont il faisait ses délices. La considération qu’il s’était acquise le fit choisir par ses coreligionnaires pour présenter à la cour leurs réclamations contre diverses infractions à l’édit de Nantes  et il eut le bonheur de voir ses démarches couronnées par un plein succès. Paulmier n’avait pu rester indifférent aux efforts des protestants de Hollande pour se soustraire à la domination de l’Espagne ; il alla, en 1620, offrir ses services à Maurice de Nassau  et, pendant huit ans qu’il combattit sous les drapeaux de l’indépendance, il trouva un grand nombre d’occasions de faire briller son courage.
À peine était-il arrivé à Caen, qu’ayant voulu réconcilier deux gentilshommes divisés pour des affaires d’intérêt, il se fit un ennemi du plus riche et du plus puissant, dont il désapprouva la conduite. Ce gentilhomme l’ayant attaqué dans la rue, il eut le malheur de le tuer en se défendant et fut obligé de se rendre à Paris pour se justifier devant le conseil du roi, qui le déclara innocent. La guerre éclata bientôt après et il alla rejoindre en Lorraine le duc de Longueville[Lequel ?], qui lui donna une compagnie de cavalerie et lui confia plusieurs missions importantes. Après la paix, il revint à Caen et s’appliqua dès lors entièrement à la culture des lettres ; il se lia bientôt avec les hommes de mérite qui étaient en grand nombre dans cette ville et contribua beaucoup avec Moisant de Brieux à la fondation de l’Académie de Caen, qu’il soutint malgré de violentes oppositions. L’âge n’avait point diminué cette ardeur chevaleresque qu’il avait rapportée des camps : à soixante-cinq ans, dit Huet, il se battit à l’épée et au poignard contre un jeune homme vigoureux et le désarma (Origines de Caen[réf. nécessaire]). Il en avait soixante-treize quand il fut attaqué de la pierre ; il se soumit deux fois à la douloureuse opération de la taille et y survécut encore dix ans.
C’était un homme franc et ouvert, aussi modeste qu’obligeant. Personne, dit Moisant, ne le quittait sans être meilleur et plus savant. Il n’eut point d’enfants de son mariage avec une Anglaise, qu’il avait épousée dans un âge déjà avancé.

## Publications
- la Pro Lucano contra Virgilium apologia. — C’est son premier ouvrage, il ne prétend pas, comme on le croirait sur le titre, décider que Lucain l’emporte sur Virgile ; mais il cherche à prouver que les deux poètes ont des beautés égales quoique différentes et que pour relever le mérite de l’Énéide, il ne faut pas rabaisser la Pharsale, ainsi que l’ont fait Scaliger et quelques autres critiques. Jan van Berkel a inséré cet opuscule dans les Dissertationes selectæ criticæ, Leyde, 1704.
- Exercitationes in optimos auctores græcos, Leyde, ou Utrecht, 1694, in-4º. — C’est le docte Huet, son ami, qui lui conseilla de publier ces remarques, dans lesquelles il explique un grand nombre de passages dont le véritable sens avait échappé à la plupart des commentateurs. Michel Maittaire en a tiré le Supplément à la Chronique des marbres d’Oxford, par John Selden ; Gronovius, des Notes sur les anciens géographes  et les éditeurs des auteurs grecs, des Notes sur Diodore, Hesychius, Aristides, Lucien etc.
- Græciæ antiquæ descriptio, Leyde, 1678, in-4º. — Ce livre, qui lui avait coûté vingt années de travail, fut publié par Étienne Morin, son parent, qui l’a fait précéder d’une Vie très ample de l’auteur de laquelle on trouve l’extrait dans le tome 8 des Mémoires de Niceron. Lenglet Du Fresnoy regrettait que Gronovius n’eût pas inséré cet ouvrage exact et profond dans le Thesaur. antiquit. græc.
- Éloge de Claude Sarrau, à la tête du recueil de ses Lettres.
- Vers grecs, latins, italiens et français, la plupart inédits. — « Paulmier m’a lu autrefois, dit Huet, une Histoire, écrite en grec, de quelques amourettes de sa jeunesse et un Poème grec de la chasse de la bécasse. » À la naissance de monseigneur le Dauphin (fils de Louis XIV), il fit imprimer un Dialogue en vers grecs, entre le dauphin du ciel et le dauphin de la mer. Cette dernière pièce ne peut qu’être d’une grande rareté, puisqu’elle n’est pas citée même dans le Catalogue de la bibliothèque de Paris.

## Source
« Jacques Le Paulmier de Grentemesnil », dans Louis-Gabriel Michaud, Biographie universelle ancienne et moderne : histoire par ordre alphabétique de la vie publique et privée de tous les hommes avec la collaboration de plus de 300 savants et littérateurs français ou étrangers, 2e édition, 1843-1865 [détail de l’édition]

- Notice dans un dictionnaire ou une encyclopédie généraliste :   - Deutsche Biographie
- Notices d'autorité :   - VIAF
  - ISNI
  - BnF (données)
  - IdRef
  - LCCN
  - GND
  - Italie
  - Belgique
  - Pays-Bas
  - Suède
  - Vatican
  - Norvège
  - Tchéquie
  - Lettonie
  - Grèce
  - WorldCat